# ذخیره‌گاه نواتک
ذخیره‌گاه نواتک (به انگلیسی: Noatak National Preserve) یک منطقهٔ مسکونی در ایالات متحده آمریکا است که در آلاسکا واقع شده‌است.